# Manuel Alfonso de Carvalho
Manuel Alfonso de Carvalho (ur. 19 lutego 1912 w Subporteli, zm. 13 grudnia 1978) – portugalski duchowny rzymskokatolicki, biskup Angry.

## Biografia
12 lipca 1936 otrzymał święcenia prezbiteriatu.
10 lutego 1953 papież Pius XII mianował go koadiutorem biskupa Angry i biskupem tytularnym rhaedestuskim. 3 maja 1953 przyjął sakrę biskupią z rąk arcybiskupa Bragi Antonio Bento Martinsa Júniora. Współkonsekratorami byli biskup Vila Real António Valente da Fonseca oraz biskup pomocniczy Aveiro Domingos da Apresentação Fernandes.
17 czerwca 1957, po śmierci poprzednika, został biskupem Angry. Na katedrze tej zasiadał do śmierci 13 grudnia 1978.
Jako ojciec soborowy wziął udział w soborze watykańskim II.